# Anna Fjodorowna Konkina

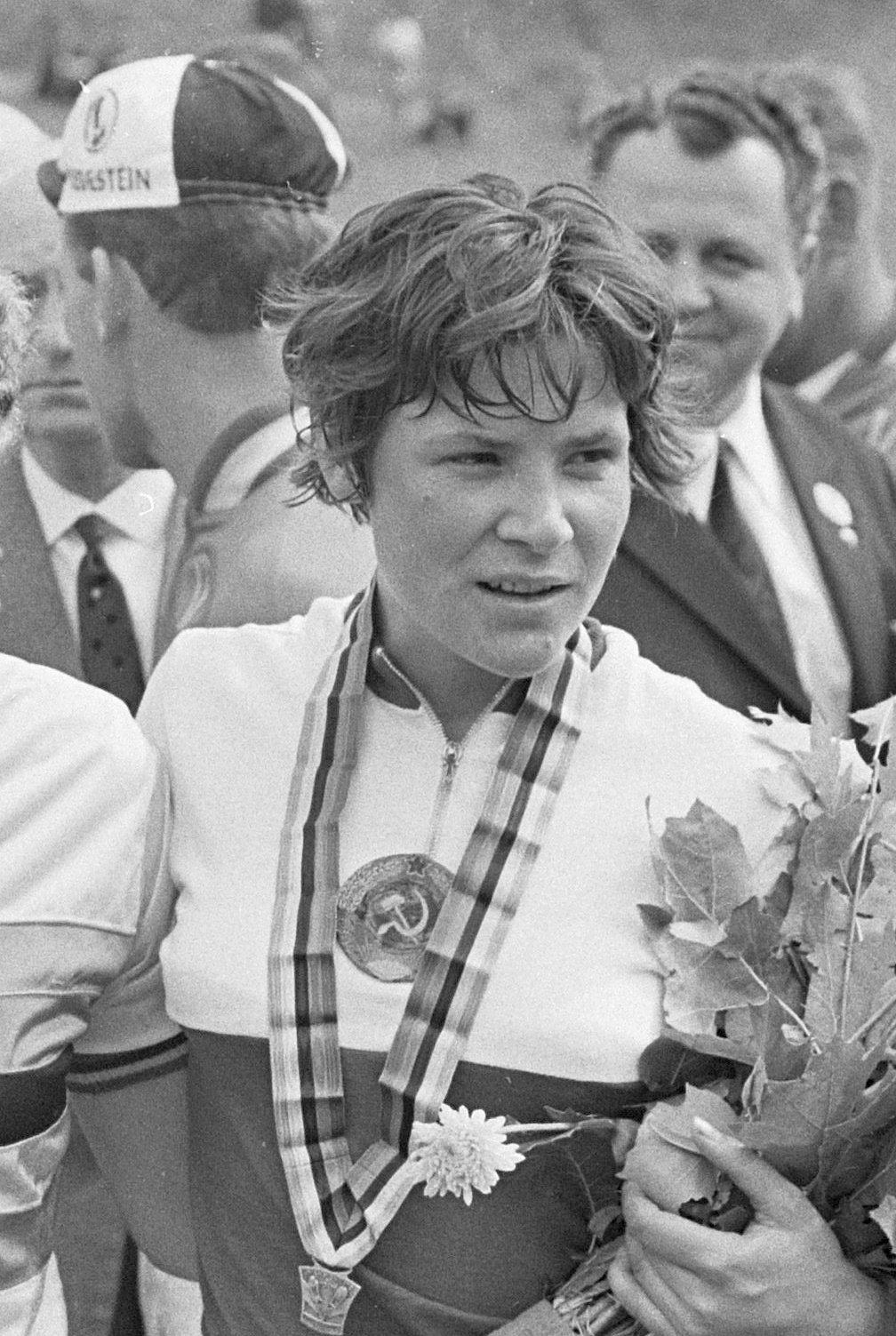
Anna Konkina 1967

Anna Fjodorowna Konkina (russisch Анна Фёдоровна Конкина; * 14. Juli 1947 in Kirillowka, Oblast Pensa) ist eine ehemalige sowjetische Radrennfahrerin und zweifache Weltmeisterin.
Anna Konkina wurde zweimal Weltmeisterin auf der Straße, 1970 in Leicester und 1971 in Mendrisio. Zudem wurde sie 1967 und 1972 jeweils Dritte bei Weltmeisterschaften.